# Список полных кавалеров ордена Трудовой Славы/Я
В настоящем списке представлены в алфавитном порядке полные кавалеры ордена Трудовой Славы, чьи фамилии начинаются с буквы «Я». Список содержит информацию о датах Указов о присвоении звания, профессии награждённых, дате рождения и дате смерти. В настоящее время список не является завершённым и нуждается в дополнениях и уточнениях.
| №  | Фамилия, имя, отчество                   | Даты жизни              | Профессия | Дата Указа и номер ордена                                                 | ГС       |
| -- | ---------------------------------------- | ----------------------- | --- | ------------------------------------------------------------------------- | -------- |
| 1  | Якименко, Любовь Михайловна              | род. 1944               | Рабочая совхоза, Полтавская область | 3 ст. 21.04.1975 № 52629 2 ст. 17.03.1981 № 15328 1 ст. 07.07.1986 № 442  |          |
| 2  | Яковенко, Филипп Ильич                   | род. 01.04.1941         | Слесарь-наладчик колхоза «Россия» Арцизского района Одесской области | 3 ст. 14.02.1975 № 10080 2 ст. 24.12.1976 № 2317 1 ст. 07.06.1990 № 702   |          |
| 3  | Яковлев, Владимир Валентинович           | род. 1951               | Бригадир комплексной бригады строительно-монтажного поезда № 608 треста «Нижнеангарскстрой» Министерства транспортного строительства СССР, Бурятская АССР | 3 ст. 28.03.1978 № 407374 2 ст. 29.04.1985 № 35752 1 ст. 10.08.1990 № 739 |          |
| 4  | Якушик, Евгения Владимировна             | 18.01.1942 — 15.10.2012 | Доярка племзавода «Луч» Берёзовского района Брестской области | 3 ст. 14.02.1975 № 2964 2 ст. 16.12.1980 № 4221 1 ст. 05.12.1985 № 174    | [ ГС 1 ] |
| 5  | Ярошевич, Иван Григорьевич               | род. 1933               | Машинист бульдозера Берелёхского горно-обогатительного комбината Северовосточного производственного золотодобывающего объединения «Северовостокзолото» Главного управления драгоценных металлов и алмазов при Совете Министров СССР, Сусуманский район Магаданской области | 3 ст. 21.04.1975 № 79977 2 ст. 02.03.1981 № 6873 1 ст. 05.07.1989 № 662   | [ ГС 2 ] |
| 6  | Ярошевский, Василий Петрович             | род. 1941               | Оператор по подготовке скважин к подземному ремонту нефтегазодобывающего объединения «Сургутнефть» имени 50-летия СССР Министерства нефтяной и газовой промышленности СССР, Ханты-Мансийский автономный округ                                                              | 3 ст. 21.07.1975 № 148854 2 ст. 29.04.1986 № 27565 1 ст. 01.07.1991 № 900 |          |
| 7  | Ярчаковский, Анатолий Константинович     | 1930 — 05.10.2007       | Водитель автомобиля Логойского лесхоза Министерства лесного хозяйства Белорусской ССР, Минская область | 3 ст. 30.03.1978 № 215572 2 ст. 13.08.1986 № 39881 1 ст. 26.06.1991 № 896 | [ ГС 3 ] |
| 8  | Ярыгин, Виталий Малофеевич               | род. 20.01.1938         | Электросварщик специализированного управления монтажных работ № 3 треста «Куйбышевтрубопроводстрой» Государственного комитета СССР по делам строительства, Куйбышевская область                                                                                            | 3 ст. 11.12.1974 № 364 2 ст. 17.03.1978 № 3152 1 ст. 07.01.1983 № 35      | [ ГС 4 ] |
| 9  | Ясинский, Николай Нестерович             | 1937—1996               | Тракторист колхоза «Заветы Ильича» Жабинковского района Брестской области | 3 ст. 14.02.1975 № 3415 2 ст. 16.03.1981 № 4295 1 ст. 07.07.1986 № 374    | [ ГС 5 ] |
| 10 | Ясьмо, Виктория Ивановна                 | род. 28.05.1941         | Колхозница, Киевская область | 3 ст. 10.03.1976 № 49942 2 ст. 16.12.1980 № 115039 1 ст. 07.07.1986 № 437 |          |
| 11 | Яшан, Ольга Павловна                     | род. 12.11.1935         | Свинарка колхоза имени Ленина Ямпольского района Винницкой области | 3 ст. 14.02.1975 № 8074 2 ст. 16.12.1980 № 4908 1 ст. 07.06.1990 № 697    |          |
| 12 | Яшкаускас, Витас-Пранцишкус Пранцишкович | род. 1933               | Тракторист-комбайнёр колхоза «Падовинис» Капсукаского района Литовской ССР | 3 ст. 14.02.1975 № 27791 2 ст. 27.12.1976 № 2840 1 ст. 06.06.1984 № 83    |          |